# 오리건 국경 분쟁

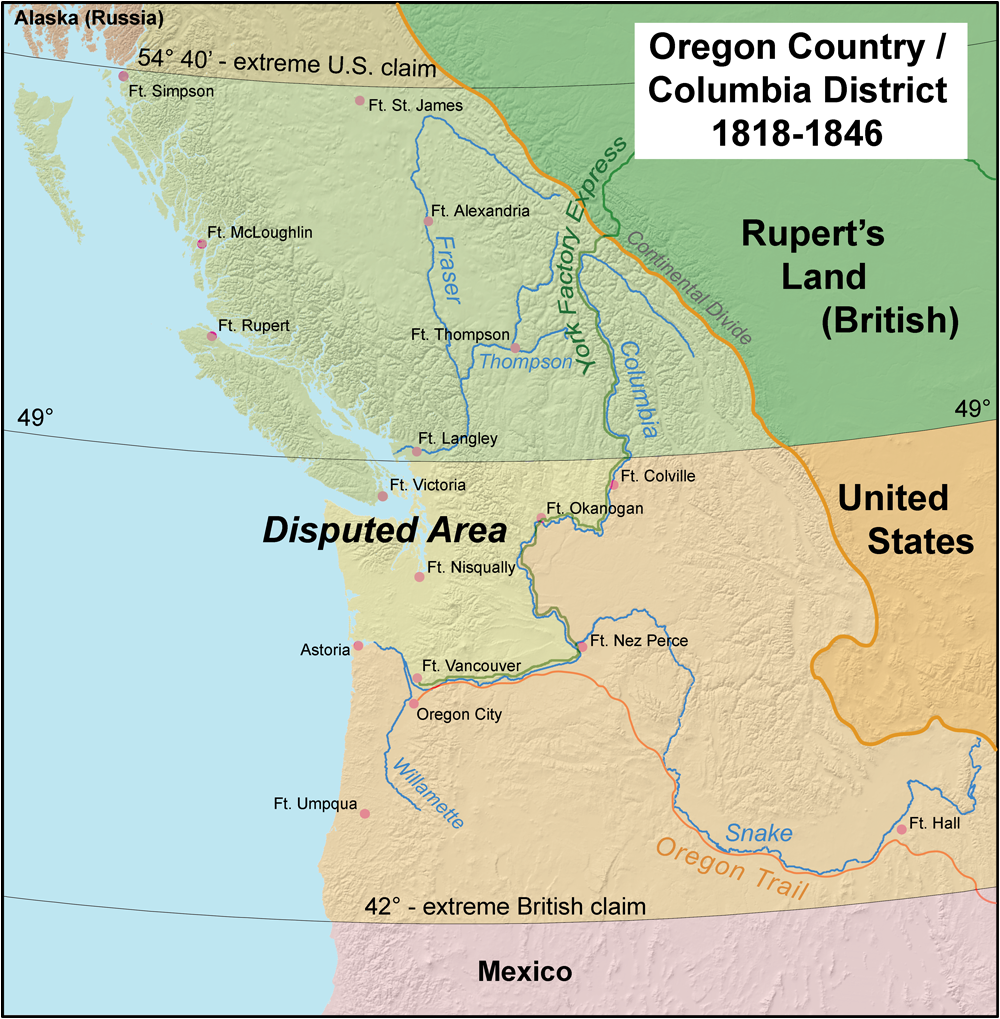
오리건 컨트리/컬럼비아 지구는 북위 42도에서 북위 54도 40분까지 뻗어 있었다. 가장 심하게 분쟁이 발생한 지역이 강조되어 있다.

오리건 국경 분쟁 또는 오리건 문제는 19세기에 북아메리카 태평양 북서부의 정치적 분할을 놓고 이 지역에서 영토적, 상업적 열망이 경쟁하던 여러 국가들 사이에 벌어진 영토 분쟁이었다.
이 지역으로의 팽창 경쟁은 18세기에 시작되었으며, 참가국에는 러시아 제국, 영국, 스페인, 미국이 포함되었다. 미영 전쟁 이후 오리건 분쟁은 대영 제국과 신생 미국 공화국 간의 외교 관계에서 중요성이 커졌다. 1820년대 중반, 러시아는 1824년 러시아-미국 조약과 1825년 러시아-영국 조약에 서명했고, 스페인은 1819년 애덤스-오니스 조약에 서명하여 러시아와 스페인이 이 지역에 대한 각자의 영토 주장을 공식적으로 철회했으며, 영국과 미국은 분쟁 지역에서 잔여 영토권을 획득했다. 그러나 북아메리카 태평양 연안의 일부에 대한 주권 문제는 여전히 영국과 미국 간에 다투어졌다. 분쟁 지역은 아메리카 대륙 분수령 서쪽, 멕시코의 알타칼리포르니아주 국경인 북위 42도 북쪽, 러시아령 아메리카의 북위 54도 40분 평행선 남쪽으로 정의되었다. 영국은 일반적으로 이 지역을 컬럼비아 지구라고 불렀고, 미국은 일반적으로 오리건 컨트리라고 불렀다.
1844년 미국 대통령 선거 운동 기간 동안 민주당은 전체 지역을 합병함으로써 오리건 문제를 종결할 것을 제안했다. 반면 미국 휘그당은 이 문제에 관심을 보이지 않았는데, 일부 학자들은 휘그당이 다른 국내 문제에 비해 중요하지 않다고 보았기 때문이라고 주장한다. 민주당 후보 제임스 K. 포크는 인기 있는 명백한 운명의 주제를 언급하고 합병을 추진하는 데 유권자들의 팽창주의적 정서에 호소하여 휘그당 후보 헨리 클레이 시니어를 물리쳤다. 포크는 이후 영국 정부에 북위 49도를 따라 분할하는 데 동의할 것을 제안했다(이것은 이전에 제안되었던 것이었다).
그러나 그 결과로 나온 협상은 곧 좌절되었다. 영국은 여전히 컬럼비아강을 따라 국경을 주장했다. 인디애나주의 상원의원 에드워드 A. 해니건과 하원의원 레너드 헨리 심스 같은 미국 팽창주의자들이 포크에게 전체 태평양 북서부를 북위 54도 40분까지 합병할 것을 촉구하면서 긴장이 고조되었다(이는 민주당이 대통령 선거 기간 동안 요구했던 것이었다). 이러한 긴장은 "54°40′이 아니면 싸워라!"와 같은 정치적 슬로건을 낳았다. 동시에 최근 미국의 텍사스 합병으로 인해 멕시코 중앙집권공화국과의 미국 관계가 급격히 악화되고 있었다. 이로 인해 미국이 동시에 두 전선에서 두 번의 전쟁을 치러야 할 수도 있다는 우려가 제기되었다. 따라서 멕시코-미국 전쟁 발발 직전, 포크는 그의 이전 입장으로 돌아와 오리건 국경이 북위 49도를 따라야 한다고 주장했다.

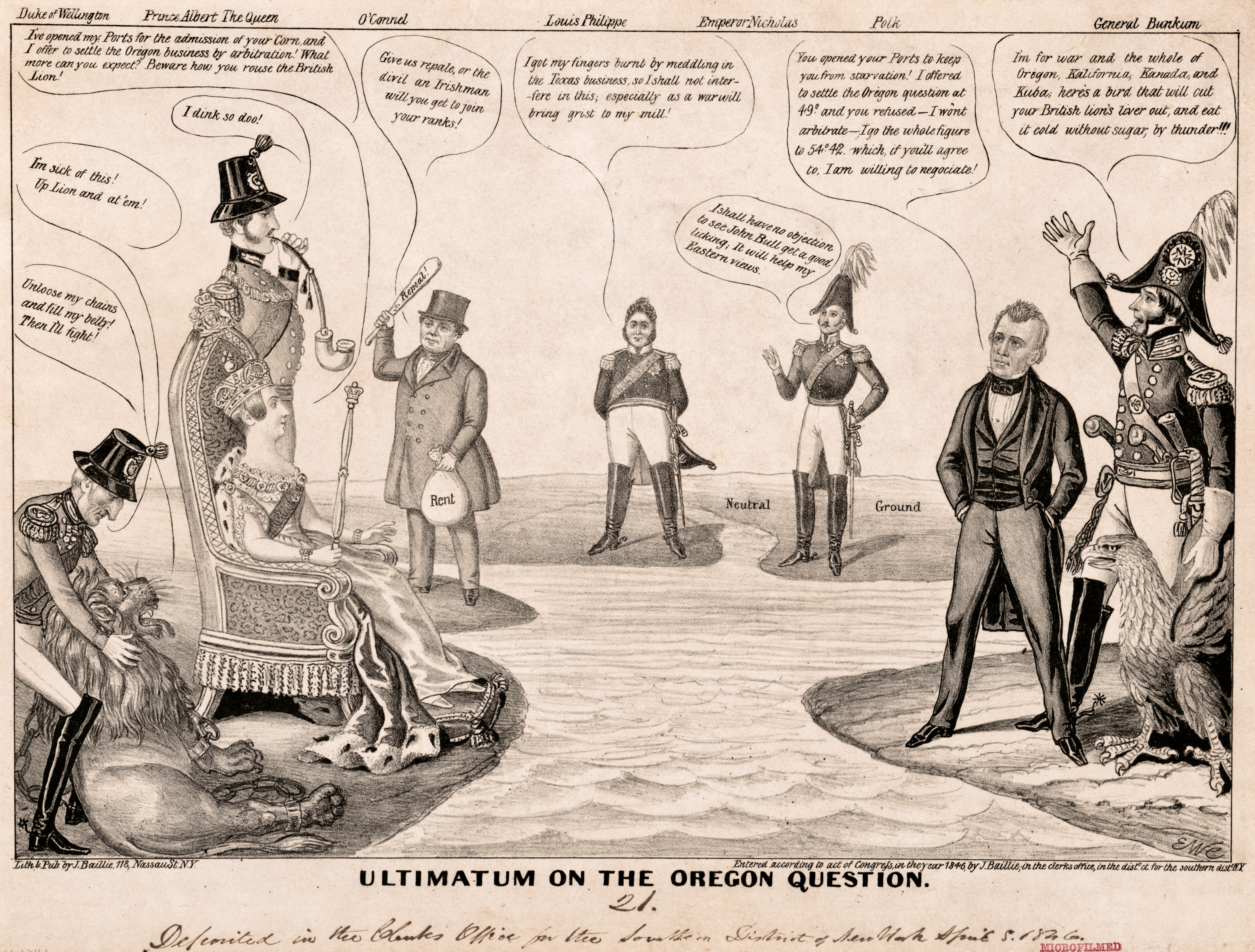
오리건 문제에 대한 최후통첩, 1846년 만화

1846년 오리건 조약은 영국령 북아메리카와 미국 간의 국경을 북위 49도를 따라 조지아 해협까지 설정했으며, 해양 경계는 남쪽으로 굽어 밴쿠버섬과 걸프 제도를 미국에서 제외했다. 결과적으로 포인트로버츠의 작은 부분인 포인트로버츠는 미국의 월경지가 되었다. 조약의 모호한 문구는 샌환 제도의 소유권을 불확실하게 만들었는데, 이는 분할이 "해당 해협의 중간을 통과하여"후안 데 푸카 해협으로 이어져야 했기 때문이다. 소위 돼지 전쟁 동안 양국은 섬에 대한 공동 군사 점령에 동의했다. 독일 제국의 빌헬름 1세가 분쟁을 종결할 중재자로 선정되었으며, 3인 위원회는 1872년 미국에 유리한 판결을 내렸다. 그 결과 영국이 선호하던 로사리오 해협 대신 하로 해협이 국경선이 되었다. 오리건 조약에 의해 설정되고 1872년 중재에 의해 확정된 국경은 현재도 태평양 북서부의 미국과 캐나다 간의 경계로 남아 있다.

## 배경
오리건 문제는 18세기 초 유럽 또는 미국인의 태평양 북서부 탐험 중에 시작되었다. 다양한 제국들은 이 지역을 식민지 팽창에 적합하다고 보았는데, 여기에는 미국, 러시아, 스페인, 영국이 포함되었다. 스페인인 후안 호세 페레스 에르난데스, 영국인 조지 밴쿠버, 미국인 로버트 그레이와 같은 해군 선장들은 1790년대에 컬럼비아강과 퓨젓사운드만과 같은 지역 수역 지형에 현대적인 이름을 부여하고 지도를 작성했다. 육상 탐험은 1792년 영국인 알렉산더 매켄지에 의해 시작되었고, 이후 1805년 컬럼비아강 하구에 도달한 미국인 루이스 클라크 탐험대에 의해 이어졌다. 이들 탐험가들은 종종 각자의 정부 이름으로 북서 해안에 대한 주권을 주장했다. 캘리포니아바다사자, 아메리카비버, 물개와 같은 모피 동물 개체군에 대한 지식은 해상 모피 무역이라는 경제 네트워크를 만드는 데 사용되었다. 모피 무역은 수십 년 동안 유럽계 미국인들을 태평양 북서부로 끌어들인 주요 경제적 관심사로 남았다. 상인들은 해안을 따라 치누크족, 알류트족, 누차눌트족과 같은 원주민 국가들과 모피 가죽을 상품과 교환했다.

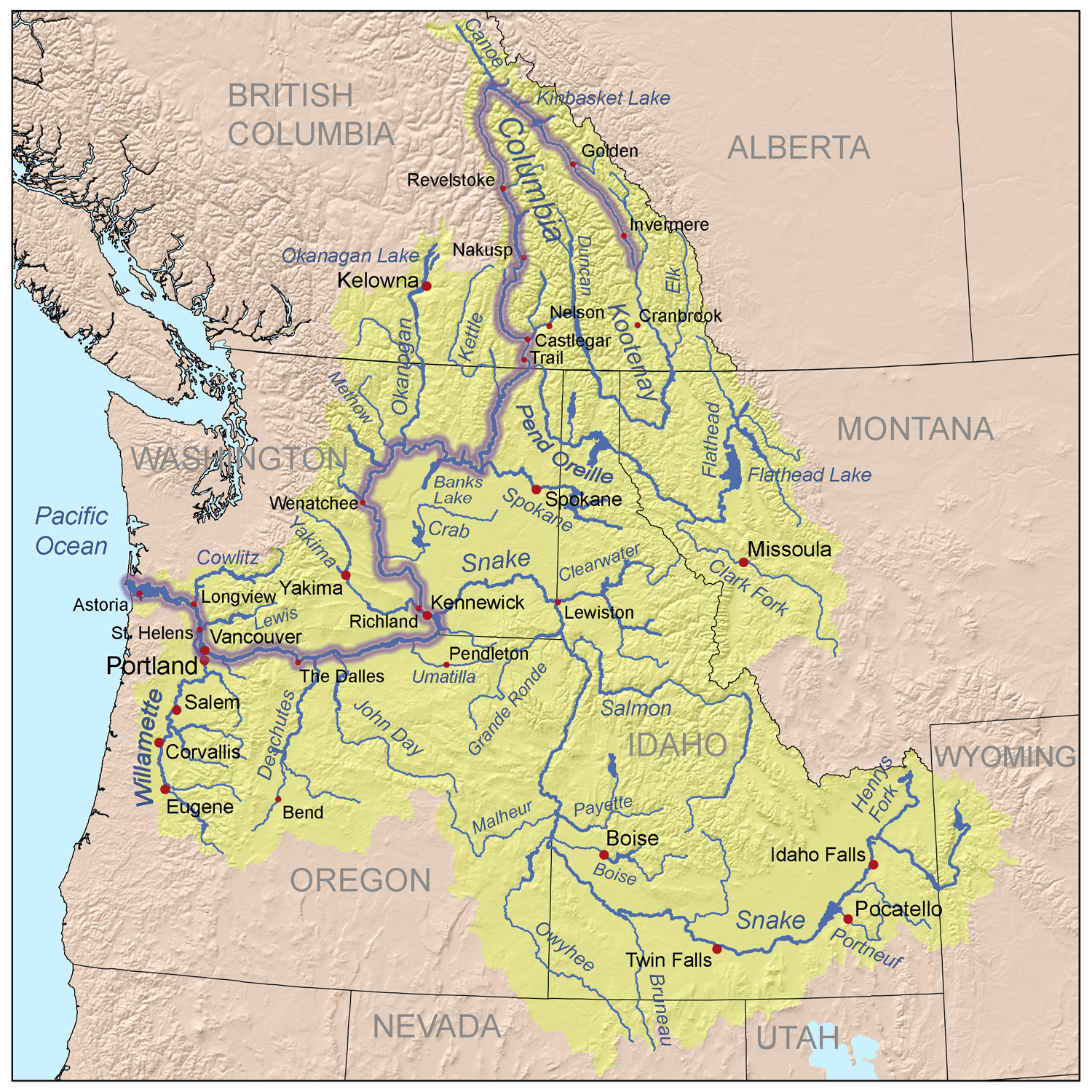
컬럼비아강과 그 지류 지도, 현대 정치 경계와 도시를 보여준다.

### 스페인의 식민지화
태평양 북서부 스페인 탐험 시리즈는 스페인이 이 지역에 대한 주장을 강화하기 위해 자금을 지원했다. 밴쿠버섬에 산타크루스데누카라는 식민지를 세운 스페인은 북부의 러시아령 아메리카를 제외하고 태평양 북서부의 첫 유럽 식민지 개척자였다. 스페인이 영국 선박을 나포한 후 누트카 위기라고 불리는 영국과의 긴장 기간이 발생했다. 그러나 세 차례의 누트카 협약은 분쟁을 피했고, 양국은 외부 세력에 맞서 프렌들리 코브에 대한 상호 접근을 보호하기로 합의했다. 스페인 식민지는 포기되었지만, 누에바에스파냐의 북부 지역을 구분하는 국경은 포함되지 않았다. 누트카 협약이 여전히 스페인에게 이 지역에 식민지를 건설할 수 있도록 허용했음에도 불구하고, 다른 지정학적 및 국내 문제가 당국의 관심을 끌었기 때문에 더 이상의 시도는 이루어지지 않았다. 1819년 애덤스-오니스 조약으로 스페인은 북위 42도 북쪽의 토지에 대한 모든 공식적인 주장을 공식적으로 철회했다.

### 러시아의 관심
러시아 제국 정부는 1799년 1799년 칙령을 통해 러시아령 아메리카에서 러시아 신민들 사이에서 모피 무역 사업에 대한 독점권을 가진 러시아-아메리카 회사를 설립했다. 북쪽에서 러시아의 활동이 증가하는 한편, 스페인은 알타칼리포르니아주에 식민지를 건설하기 위해 가톨릭 선교회를 설립했다. 현대 미국 주들인 워싱턴주와 오리건주에 러시아 식민지를 건설할 계획은 니콜라이 레자노프에 의해 수립되었다. 그는 러시아령 아메리카의 주요 식민지를 컬럼비아강 입구로 이전하는 것을 목표로 했지만, 1806년에 강으로 진입할 수 없었고 계획은 포기되었다.
1808년 알렉산드르 바라노프는 니콜라이를 보냈는데, 선장은 "밴쿠버섬 남쪽 해안을 탐험하고, 원주민과 해달 가죽을 교환하며, 가능하다면 오리건 컨트리에 영구적인 러시아 기지 부지를 발견하도록 명령받았다." 배는 올림픽반도에서 난파되었고, 생존한 선원들은 2년 동안 뉴아르한겔스크로 돌아가지 못했다. 선박이 적합한 위치를 찾지 못함에 따라 러시아는 북서 해안의 많은 부분을 식민지화할 가치가 없다고 생각하게 되었다. 퓨젓사운드만과 컬럼비아강에 대한 그들의 관심은 알타칼리포르니아주로 전환되었고, 포트 로스가 곧 건설되었다.
1824년 러시아-미국 조약과 1825년 영국과의 1825년 상트페테르부르크 조약은 러시아령 아메리카의 남쪽 국경을 북위 54도 40분으로 공식적으로 설정했다. 구체적으로 1824년 조약에서는 북위 54도 40분 북쪽 해안이나 인접 섬에 미국인 정착촌을 건설하지 않기로 합의했고, 남쪽에는 러시아인 정착촌을 건설하지 않기로 합의했다(러시아의 포트 로스는 멕시코의 알타칼리포르니아주에 있었고, 조약의 범위 밖에 있었다). 조약은 주권이나 영토 주장에 대해 명시적인 진술을 하지 않았다. 영국과의 1825년 조약은 더 강력한 문구로 작성되었으며, 북아메리카의 러시아 영토와 영국령 영토 간의 경계를 정의했는데, 이는 북위 54도 40분에서 현재 알래스카 팬핸들을 거쳐 서경 141도까지 북쪽으로 이어지고, 그 선을 따라 북극해까지 이어진다.

### 초기 영미 경쟁
1810년대까지 러시아 제국과 스페인 제국 모두 북서 해안을 따라 식민지 건설을 추진하는 데 중요한 계획을 가지고 있지 않았다. 영국과 미국은 이 지역에서 상업 활동을 활발히 하는 나머지 두 국가였다. 1807년 데이비드 톰슨이 이끄는 몬트리올 기반의 노스 웨스트 회사 직원들이 시작하면서, 영국은 육상 기반 작전을 시작하고 이 지역 전체에 무역 거점을 열었다. 톰슨은 컬럼비아강 유역을 광범위하게 탐험했다. 컬럼비아강과 스네이크강이 합류하는 지점에서 그는 1811년 7월 9일에 "이 나라는 대영 제국의 영토의 일부로서 대영 제국이 주장한다..."라고 명시하고, 추가로 노스 웨스트 회사가 그곳에 무역 거점을 건설할 의도를 밝히는 표지판을 세웠다. 네즈 페르스 요새는 나중에 1818년에 그곳에 건설되었다. 미국의 태평양 모피 회사는 1811년에 컬럼비아강 입구에 건설된 아스토리아 요새에서 사업을 시작했다. 미영 전쟁의 발발은 경쟁하는 회사들 간의 태평양 북서부에서의 폭력적인 대결로 이어지지 않았다. 도널드 매켄지가 이끄는 태평양 모피 회사 임원들은 1813년 11월 23일에 서명된 협정에 따라 노스 웨스트 회사 경쟁자들에게 자산을 청산하기로 합의했다. HMS Racoon은 아스토리아 요새를 점령하라는 명령을 받았지만, 도착했을 때 그 요새는 이미 노스 웨스트 회사 관할 아래에 있었다. 태평양 모피 회사의 붕괴 후, 미국 산악인들은 이 지역에서 소규모 그룹으로 활동했으며, 일반적으로 로키산맥 동쪽에 기반을 두고 일년에 한 번 연례 로키산맥 랑데부에서만 만났다.

## 공동 점령

### 1818년 조약
1818년에 양국의 외교관들은 경쟁 주권 간의 경계를 협상하려고 시도했다. 미국인들은 로키산맥 동쪽의 미국과 영국령 북아메리카 간의 국경이었던 북위 49도를 따라 태평양 북서부를 분할할 것을 제안했다. 정확한 지도학적 지식의 부족으로 미국 외교관들은 루이지애나 매입이 그들에게 이 지역에 대한 논쟁의 여지가 없는 주권을 부여했다고 선언했다. 영국 외교관들은 컬럼비아강을 따라 남쪽으로 더 국경을 원했는데, 이는 노스 웨스트 회사(이후 허드슨 베이 회사 (HBC))가 그 강을 따라 수익성 있는 모피 무역을 통제하기 위함이었다. 외교팀은 상호 만족할 만한 조건에 동의할 수 없었고 10월까지 교착 상태에 머물렀다. 주요 미국 협상가인 앨버트 갤러틴은 이전에 11월 16일로 예정된 제15차 미국 의회 제3차 회기 개최까지 잠정 합의를 이루도록 지시받았다.
최종 제안은 영국 전권대사 프레더릭 존 로빈슨에게 북위 49도를 서쪽으로 계속 이어가면서 영국에, 갤러틴이 말했듯이, "조지아 만이라고 불리는 해협으로 흘러들어가는 모든 물"을 남겨두는 것이었다. 이것은 "캐스케이드산맥 분수령 서쪽과 컬럼비아강 분수령 북쪽에서 만으로 흐르는 모든 영토"와 조지아 해협과 후안 데 푸카 해협을 포함한 퓨젓사운드만 전체를 영국에 할당했을 것이다. 로빈슨은 그 제안에 반대했다. 그러나 미영 전쟁의 다른 대부분의 분쟁을 해결한 1818년 영미 협약은 이 지역의 10년 공동 점령을 요구했다.

### 제안된 분할 계획
공동 점령 조약의 만료가 다가옴에 따라 1824년에 2차 협상이 시작되었다. 미국 장관 리처드 러시는 4월 2일에 추가 조항이 포함된 협정 연장을 제안했다. 북위 51도는 태평양 북서부 내의 잠정적인 국경이 될 것이며, 이 선 남쪽에는 영국인의 추가 정착지가 설립되지 않고, 북쪽에는 미국인의 정착지가 설립되지 않을 것이었다. 러시가 임시 국경을 북위 49도로 수정할 것을 제안했음에도 불구하고, 영국 협상가들은 그의 제안을 거부했다. 그의 제안은 태평양 북서부의 최종 분할의 유력한 기반으로 여겨졌다. 영국 전권대사 윌리엄 허스킷슨과 스트랫퍼드 캐닝은 6월 29일에 대신 컬럼비아강의 주요 지류까지 서쪽으로 북위 49도를 따라 영구적인 경계선을 주장했다. 영국이 컬럼비아강 남쪽 또는 동쪽에 대한 주장을 공식적으로 포기함에 따라 오리건 문제는 이후 서부 워싱턴주와 밴쿠버섬 남부 지역에 집중되었다. 러시는 영국 제안에 대해 그들이 자신의 제안에 대해 반응한 것과 마찬가지로 부정적으로 반응하여 회담은 교착 상태에 빠졌다.

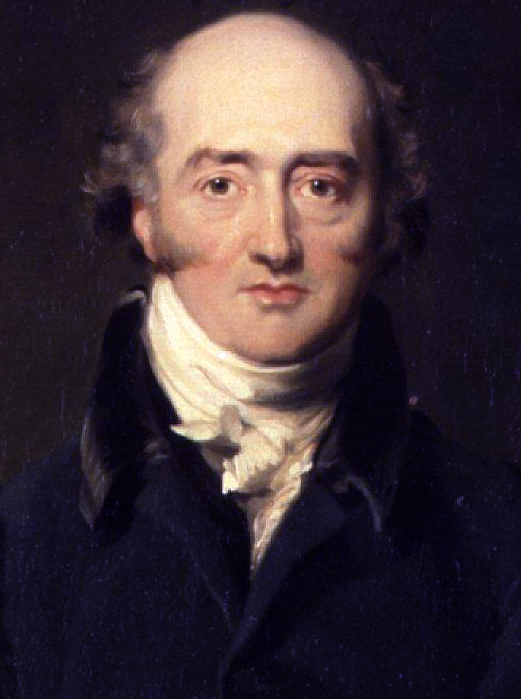
조지 캐닝은 컬럼비아강을 따라 분할한다는 영국의 주장을 유지하는 데 가장 적극적인 영국 외무장관으로 평가되었다.

1825년 내내 조지 캐닝, 영국 외무장관은 HBC의 존 펠리 총재와 미국과의 잠재적 합의에 대해 논의했다. 펠리는 스네이크강과 컬럼비아강을 따라 국경을 설정하는 것이 영국과 그의 회사에 유리하다고 느꼈다. 1826년 4월 미국 공사 루퍼스 킹에게 연락하여 캐닝은 오리건 분쟁에 대한 합의가 이루어지기를 요청했다. 갤러틴은 주영 미국 대사로 임명되었고 1826년 7월 미국의 국무장관 헨리 클레이 시니어로부터 태평양 북서부를 북위 49도를 따라 태평양까지 분할하는 것을 영국에 제안하라는 지시를 받았다. 1826년 리버풀 경 로버트 젱킨슨 총리에게 보낸 서한에서 캐닝은 청나라와의 무역 가능성을 제시하며 태평양 북서부를 미국과 분할할 경우의 이점을 설명했다. 그는 아스토리아에 대한 미국 소유권 인정이 노스 웨스트 회사와 이후 HBC에 의해 계속 사용되었음에도 불구하고 "절대적으로 정당화될 수 없다"고 느꼈다. 캐닝은 이러한 외교적 예의가 영국의 영토 주장을 약화시킨다고 느꼈다. 컬럼비아강을 따라 국경을 설정하면 "중국과 우리가 포기하지 않기로 결심한다면 북서아메리카 해안에 있는 그녀의 무한한 시설들 사이에 엄청난 직접적인 교류"가 가능해질 것이었다.

### 갱신
허스킷슨은 헨리 언윈 애딩턴과 함께 갤러틴과 협상하도록 임명되었다. 상관인 캐닝과 달리 허스킷슨은 HBC 독점에 대해 부정적인 견해를 가지고 있었고, 미국과 분쟁 중인 지역이 "영국에게는 거의 중요하지 않다"고 보았다. 당시 HBC 직원들은 이 지역에서 유일한 지속적인 백인 거주자였지만, 그들의 경제 활동은 허스킷슨이 갤러틴과의 교환에서 활용되지 않았다. 펠리가 제안하고 캐닝이 1824년에 제안한 컬럼비아강 경계는 거부되었다. 이러한 제안에 반박하는 데 사용된 주장은 1824년과 동일했다. 즉, 컬럼비아강을 따라 경계를 설정하면 미국은 태평양에 쉽게 접근할 수 있는 심해 항구를 갖지 못하게 될 것이라는 것이었다. 영국 협상가들은 이러한 공격을 완화하기 위해 올림픽반도를 미국 영토로 분리하여 후안 데 푸카 해협과 퓨젓사운드만 모두에 접근할 수 있도록 제안했다. 그러나 이것은 미국인들에게는 만족스럽지 못했다. 외교 회담은 계속되었지만, 양국 모두에게 만족스러운 방식으로 지역을 분할하는 데 실패했다. 1818년 조약은 1827년 8월 7일에 갱신되었고, 갤러틴이 일방이 협정을 폐기하려 할 때 1년 전에 통지해야 한다는 조항을 추가했다. 캐닝의 사망과 미국과의 만족스러운 지역 분할 실패 이후, "오리건은 [영국] 정치인들에게 거의 잊혀졌다".

## 미국에서의 중요성

### 지역 활동
미국 개신교 선교사들은 1830년대에 도착하기 시작했으며, 윌라멧 밸리에 감리교 선교회를, 캐스케이드산맥 동쪽에 휘트먼 선교회를 설립했다. 유잉 영은 1830년대 초 윌라멧 밸리에 제재소와 제분소를 세웠다. 그와 몇몇 다른 미국 식민지 개척자들은 1837년에 윌라멧 소 회사를 설립하여 600마리 이상의 소를 윌라멧 밸리로 데려왔으며, 주식의 약 절반은 매클로플린이 매입했다. 700명 이상의 미국 정착민들이 "1843년 대이주"를 통해 오리건 가도를 통해 도착했다. 오리건 임시정부도 1843년 윌라멧 밸리에 설립되었다. 그 통치는 그 계곡에 있는 관심 있는 미국인들과 이전 프랑스계 캐나다인 허드슨 베이 회사 직원들에게 국한되었다.

### 존 플로이드
미국 정부가 태평양 북서부 식민지화에 대한 적극적인 조치를 취하려는 첫 시도는 1820년 제16차 미국 의회 2차 회기 동안 시작되었다. 버지니아주의 하원의원 존 플로이드는 "컬럼비아강 점령을 승인하고, 그곳의 인디언 부족들과의 무역 및 교류를 규제할" 보고서를 주도했다. 추가적으로 이 법안은 청나라 및 에도 막부와의 상업 관계를 육성할 것을 요구했다. 멀리 떨어진 지역에 대한 그의 관심은 아마도 이전 태평양 모피 회사 직원 러셀 판햄을 만난 후에 시작되었을 것이다. 플로이드는 동료 버지니아주 하원의원 토마스 밴 스웨어링겐과 켄터키주 하원의원 토마스 멧칼프의 지지를 받았다. 이 법안은 하원과 먼로 대통령에게 제출되었다. 하원에서 플로이드의 법안은 "식민지 정착을 시도하지 않는다. 점령하려는 영토는 이미 미국의 일부이다"라고 주장한 한 의원에 의해 옹호되었다. 먼로는 미국의 국무장관 존 퀸시 애덤스에게 잠재적인 수정안에 대한 의견을 물었다. 애덤스는 "이 문서는 사실과 실패한 추론, 불쾌한 반성 및 무례한 비난으로 가득 찬 엉성한 짜임이었다. 불 외에는 정화할 수 있는 것이 없었다"고 반박했다. 의회에서 두 번 낭독되었지만, "대부분의 의원들은 이를 진지한 절차로 여기지 않았기 때문에" 통과되지 못했다.

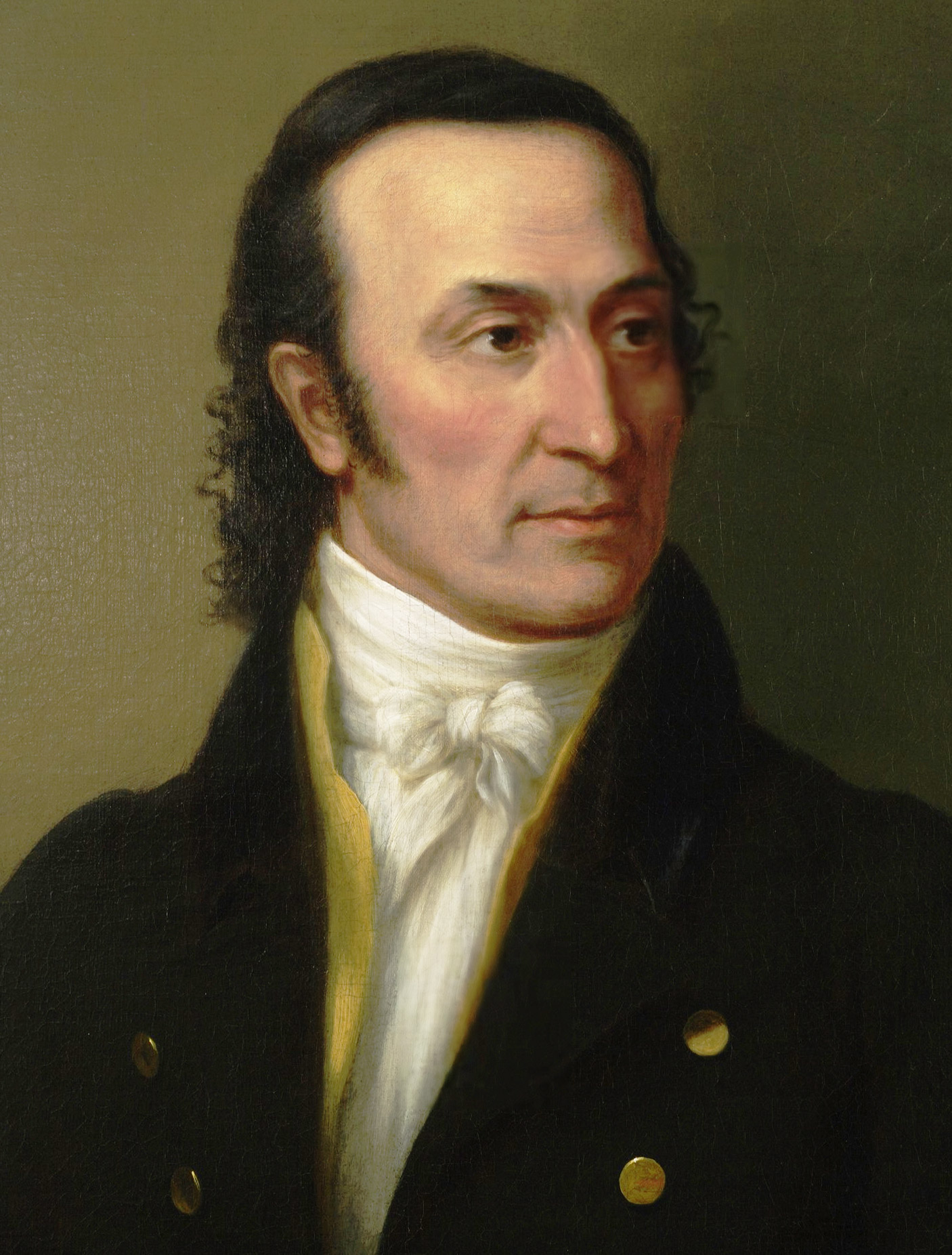
존 플로이드 하원의원은 태평양 북서부에 대한 미국의 광범위한 주장을 가장 두드러지게 초기에 옹호한 의원 중 한 명이었다.

플로이드는 태평양에 미국 식민지를 건설할 것을 요구하는 법안을 계속 승인했다. 그의 하원의원 경력은 1829년에 끝났고, 오리건 문제는 1837년까지 의회에서 논의되지 않았다. 플로이드가 제안한 북부 국경은 처음에는 북위 53도, 나중에는 북위 54도 40분이었다. 이러한 법안들은 여전히 다른 의원들의 무관심이나 반대에 부딪혔고, 특히 한 법안은 100 대 61의 투표로 고려 대상에서 제외되었다. 미주리주 상원의원 토마스 H. 벤턴은 플로이드의 노력에 대한 적극적인 지지자가 되었고, 그것들이 "로키 산맥 너머에 강력하고 독립적인 세력의 씨앗을 심을 것"이라고 생각했다. 당시 미국 육군장관이었던 존 캘훈은 플로이드의 법안에 다소 관심이 있었지만, 허드슨 베이 회사가 서부에서 미국의 상업적 이익에 경제적 위협이 된다는 의견을 제시했다.
... 영국 모피 회사의 상인들이 로키산맥 지역에 자유롭게 접근하는 한 ... 그들은 미시시피강 서쪽의 모피 무역을 다음 몇 년 안에 우리의 무역에서 거의 완전히 배제하며 독점할 것입니다.

### 1844년 대통령 선거
1844년 미국 대통령 선거는 미국에게 결정적인 전환점이었다. 텍사스 공화국을 외교적 협상을 통해 국가에 텍사스 합병시키는 과정에 착수하는 것은 논쟁의 여지가 있는 주제였다. 동시에 오리건 문제는 "국내 정치 권력 투쟁의 무기"가 되었다. 민주당 전당대회에서 당 강령은 "오리건 전체 지역에 대한 우리의 권리는 명확하고 논쟁의 여지가 없으며, 그 어떤 부분도 영국이나 다른 세력에 할양되어서는 안 되며, 오리건의 재점령과 텍사스의 가능한 한 빠른 재합병은 위대한 미국적 조치이다"라고 주장했다. 오리건 분쟁을 더 논란이 많은 텍사스 논쟁과 연결함으로써 민주당은 북부와 남부 주 모두의 팽창주의 성향 의원들에게 호소했다. 태평양 북서부의 확장은 또 다른 노예 주인 텍사스 합병에 대한 북부의 우려를 추가 자유 주로 균형을 맞추는 수단을 제공했다. 민주당 후보 제임스 K. 포크는 휘그당 후보 헨리 클레이 시니어에게 간신히 승리했는데, 이는 부분적으로 클레이가 텍사스의 즉각적인 확장에 반대하는 입장을 취했기 때문이었다. 오리건 문제가 선거에서 사용되었음에도 불구하고, 에드워드 마일즈에 따르면, "휘그당이 그것을 논의할 수밖에 없었을 것이기 때문에" 이 주제는 "중요한 선거 쟁점"이 아니었다.

#### "54도 40분 아니면 싸워라!"
폴크와 그의 1844년 선거 운동과 나중에 연관된 인기 있는 슬로건인 "54도 40분 아니면 싸워라!"는 실제로는 선거 기간 동안 만들어진 것이 아니라 1846년 1월에야 등장했으며, 민주당과 관련된 언론에 의해 부분적으로 홍보되고 주도되었다. 이 문구는 이후 많은 교과서에서조차 폴크 선거 운동 슬로건으로 잘못 식별되는 경우가 많다. 바틀릿 익숙한 인용구는 이 슬로건을 윌리엄 앨런에게 돌린다. 54도 40분은 러시아령 아메리카의 남쪽 경계였으며 태평양 북서부의 최북단 경계로 간주되었다. 선거에서 실제 사용된 민주당 선거 운동 슬로건 중 하나(펜실베이니아주에서 사용)는 더 평범한 "폴크, 댈러스, 그리고 1842년 관세법"이었다.
알래스카주의 최남단 경계는 1867년 10월 18일 러시아로부터 구매한 이후 54도 40분으로 남아 있으며, 브리티시컬럼비아주는 1858년 8월 2일 브리티시컬럼비아 식민지로 설립되었다.

## 영국의 관심

### 허드슨 베이 회사

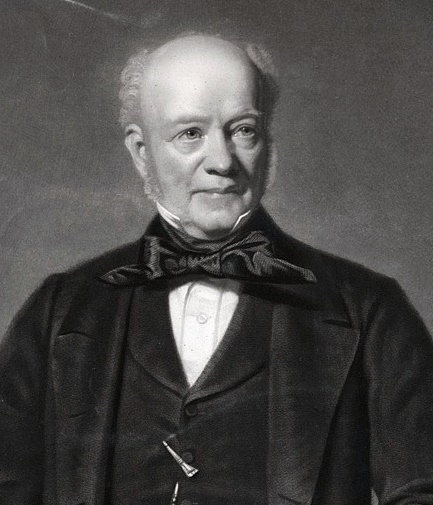
북아메리카의 허드슨 베이 회사 운영 책임자인 조지 심슨은 1837년에 태평양 북서부가 "매우 중요한 대상이 될 수 있으며, 우리는 농장 설립과 은퇴한 임원 및 직원들을 농부로 정착시킴으로써 식민지의 핵을 형성함으로써 그 주장을 강화하고 있다"고 보고했다.

허드슨 베이 회사 (HBC)는 1821년에 노스 웨스트 회사와 합병하여 다양한 모피 무역소를 인수했다. HBC는 영국 신민들 사이에서 이 지역의 인구 밀도가 높은 원주민들과 거래할 수 있는 허가를 가지고 있었으며, 그 무역소 및 경로 네트워크는 또 다른 HBC 모피 무역 지구인 뉴캘리도니아에서 남쪽으로 컬럼비아 분지까지 확장되었다 (뉴캘리도니아의 대부분은 북위 54도 40분 남쪽에 있었다). HBC의 이 지역 전체 본부는 1824년에 밴쿠버 요새 (현대 밴쿠버 (워싱턴주))에 설립되었다. 그 해 조지 심슨은 앤드루 콜빌 총독과 회사의 "컬럼비아의 불확실한 재직 기간"에 대해 논의하면서 강을 따라 운영을 중단할 가능성을 논의했다. 심슨은 "만약 미국인들이 컬럼비아 강 어귀에 정착한다면, 내 생각에는 해안 [강 남쪽]을 포기해야 할 것"이며, 회사의 거점들은 "북쪽으로 이동해야 할 것"이라고 말했다. 1830년대 후반과 1840년대 초반 절정기에는 밴쿠버 요새가 34개의 전초 기지, 24개의 항구, 6척의 선박, 600명의 직원을 감독했다.

### 국내
에딘버러 리뷰는 태평양 북서부를 "문명화된 민족이 점령할 수 있는 마지막 지구의 모퉁이. 오리건이 식민지화되면 세계 지도는 채워진 것으로 간주될 수 있다"고 선언했다.

### 해군 주둔
영국 해군 함선들은 수십 년 동안 태평양 북서부에 파견되어 지도학적 지식을 확장하고 모피 무역소를 보호했다. 영국은 1826년 칠레 발파라이소에 태평양 기지를 설립하여 해군의 전략적 역량을 증대시켰다. 한 편대가 그곳으로 이동했고, 이후 태평양 북서부로 파견된 선박들은 그 항구를 기지로 삼았다. HMS Blossom은 1818년 이 지역에 있었다. 다음 측량 탐험은 1837년 HMS Sulphur와 HMS Starling에 의해 시작되었으며, 1839년까지 계속되었다. 태평양 기지에서 HBC 기지에 대한 정보를 수집하기 위해 파견된 HMS Modeste는 1844년 7월 컬럼비아강에 도착했다. 수석 요인 제임스 더글러스는 해군 장교들이 "정치나 더 큰 국가적 이익에 대한 '오래된' 강의보다 장난에 더 취향이 있었다"고 불평했다. 모데스트호는 HBC 무역소인 조지 요새, 밴쿠버, 빅토리아, 심슨을 방문했다.

## 타일러 대통령 재임 기간의 정치적 노력
미주리주 상원의원 루이스 F. 린은 1842년에 부분적으로 플로이드의 이전 노력에 영감을 받아 법안을 제출했다. 린의 법안은 정부가 태평양 북서부에 정착하려는 사람들에게 토지 보조금을 지급할 것을 요구했다. 1842년 4월, 미국과의 여러 영토 분쟁을 해결하기 위해 파견된 애슈버턴 남작의 도착으로 린의 법안은 지연되었다. 처음에 태평양 북서부에 집중한 애슈버턴은 미국의 국무장관 대니얼 웹스터에게 1824년 캐닝이 제안한 컬럼비아강을 따라 분할하는 제안을 제시했다. 웹스터는 이 제안을 이전에 거부했던 것과 동일한 이유로 거부했다. 즉, 분할은 미국에 대규모 태평양 항구를 위한 적절한 위치를 남기지 않을 것이기 때문이었다. 웹스터는 미국이 멕시코 소유의 샌프란시스코만으로 보상을 받을 수 있다면 애슈버턴의 제안이 미국인들에게 수용될 수 있었을 것이라고 제안했다. 애슈버턴은 이 제안을 그의 상사에게 전달했지만, 더 이상의 조치는 취해지지 않았다. 두 외교관은 아루스툭 전쟁을 해결하는 데 집중했고 웹스터-애슈버턴 조약을 공식화했다.
제27차 미국 의회 마지막 회기인 1842년 12월 19일, 린은 태평양 북서부를 "대서양에서 태평양까지 우리의 경계를 확장할 영국계 미국인 종족"이 식민지화할 것을 요구하는 유사한 법안을 제출했다. 이 법안에 대한 논쟁은 한 달 이상 지속되었고, 결국 상원에서 24대 22로 통과되었다. 린의 법안에 반대하여 존 캘훈은 유명하게도 미국 정부가 오리건에서 "현명하고 능숙한 무활동" 정책을 추구해야 하며, 정착이 최종 경계를 결정하도록 허용해야 한다고 선언했다. 그러나 캘훈의 많은 동료 민주당원들은 곧 더 직접적인 접근 방식을 옹호하기 시작했다.
1843년 초, 웹스터는 오리건 문제로 돌아와 올림픽반도 월경지와 멕시코로부터의 알타칼리포르니아주 구매를 포함하는 계획을 공식화했다. 존 타일러 대통령과 휘그당 간의 적대감이 증가하면서 웹스터는 국무장관직을 계속 수행하는 데 관심을 잃었고 그의 계획은 보류되었다. 1843년 10월, 주영 미국 공사 에드워드 에버렛은 영국 관리들과 오리건 문제를 해결하기 위한 협상 권한을 부여받았다. 11월 29일, 로버트 필 총리의 영국 외무장관인 애버딘 백작을 만난 에버렛은 존 타일러 대통령이 고려한 조건을 제시했다. 북위 49도라는 옛 제안이 컬럼비아강에 대한 자유로운 접근 보장과 함께 다시 제시되었다. 그러나 그 해 12월 6일 타일러 대통령의 국정연설에서 그는 "태평양에 위치하며 북위 42도와 북위 54도 40분 사이에 포함되는 전체 지역"을 주장했다. 이 선언을 받은 후, 애버딘은 위원회 및 최근 외교 교류에서 제외되었던 펠리 총재와 협의하기 시작했다.

## 폴크 대통령 재임 기간

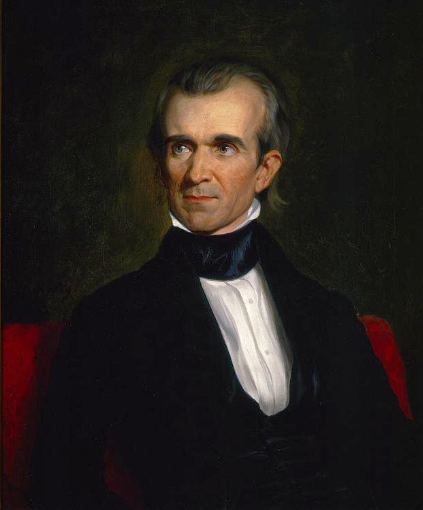
제임스 K. 포크 대통령은 1844년에 영국에 대한 상당한 영토 주장에 대한 지지 덕분에 부분적으로 당선되었다. 이러한 수사의 상당 부분은 영국이 오랫동안 보류되었던 북위 49도 경계선 분할 제안을 받아들이도록 하기 위함이었다.

1845년 3월 취임식에서 폴크 대통령은 당 강령을 인용하며 오리건에 대한 미국의 권리가 "명확하고 논쟁의 여지가 없다"고 말했다. 양측이 전쟁에 대비하여 국경 요새화를 강화하면서 긴장이 고조되었다. 폴크의 대담한 언사에도 불구하고, 그는 사실 타협할 준비가 되어 있었고 오리건 문제로 전쟁을 벌일 진정한 의사는 없었다. 그는 단호한 입장이 영국으로 하여금 미국에 유리한 해결책을 받아들이도록 강요할 것이라고 믿었다. 1846년 1월 4일 제임스 A. 블랙 의원과의 회담에서 폴크는 "존 불을 대하는 유일한 방법은 그를 똑바로 쳐다보는 것... 만약 의회가 흔들린다면... 존 불은 즉시 오만해지고 요구가 더욱 탐욕스러워질 것"이라고 말했다. 그러나 오리건에 대한 폴크의 입장은 단순히 허세가 아니었다. 그는 미국이 이 지역 전체에 대해 정당한 주장을 가지고 있다고 진정으로 믿었다. 그는 중립적인 제3자를 찾을 수 없을 것을 우려하여 중재를 통한 분쟁 해결에 대한 영국의 제안을 거부했다.
미국의 많은 신문 편집자들은 폴크가 1844년 선거 운동에서 민주당이 제안했던 것처럼 전체 지역을 주장할 것을 촉구했다. 1845년 11월 6일, 더 유니언(The Union) 편집자 토머스 리치가 쓴 "오리건 전체 아니면 아무것도 아니다"와 같은 헤드라인이 등장했다. 1845년 12월 27일 뉴욕 모닝 뉴스(New York Morning News) 칼럼에서 편집자 존 L. 오설리번은 미국이 오리건 전체를 "하느님이 우리에게 주신 대륙 전체를 뒤덮고 소유할 우리의 명백한 운명의 권리"에 따라 주장해야 한다고 주장했다. 얼마 지나지 않아 "명백한 운명"이라는 용어는 팽창주의자들의 표준 문구가 되었고, 미국어 어휘의 영구적인 부분이 되었다. 오설리번의 "명백한 운명"은 전쟁을 촉구하는 것이 아니었지만, 그러한 촉구는 곧 이어졌다.
폴크의 취임 후, 영국 외교관들은 심슨과 같은 HBC 관리들의 영향을 받은 지시를 받기 시작했고, 그 지시들은 펠리를 거쳐 애버딘에게, 그리고 다시 주미 영국 대사 리처드 파켄햄에게 전달되었다. 1844년 8월 캘훈에게 보낸 서한에서 파켄햄은 컬럼비아 강을 따라 국경을 주장했다. 그는 심슨에게서 비롯되었을 가능성이 있는 제안을 했는데, 미국인들은 북위 49도선 남쪽의 밴쿠버섬이나 후안 데 푸카 해협을 따라 해군 기지를 선택할 수 있다는 것이었다. 외교 채널은 1844년 내내 협상을 계속했고, 1845년 초 에버렛은 밴쿠버섬 남부가 영국 영토가 되는 조건으로 애버딘이 북위 49도선을 받아들일 의향이 있다고 보고했다.
1845년 여름, 폴크 행정부는 오리건을 북위 49도를 따라 태평양까지 분할하자는 제안을 다시 내놓았다. 미국의 국무장관 제임스 뷰캐넌은 7월 12일 영국에게 이 선 남쪽의 밴쿠버섬 부분에 대해 원하는 항구를 제공하겠다고 제안했지만, 컬럼비아강의 항해권은 포함되지 않았다. 이 제안이 타일러 행정부의 이전 제안에 미치지 못했기 때문에, 파켄햄은 런던에 먼저 연락하지 않고 제안을 거부했다. 화가 난 폴크는 1845년 8월 30일 공식적으로 제안을 철회하고 협상을 중단했다. 애버딘은 이 외교적 실책에 대해 파켄햄을 비난하고 대화를 재개하려고 시도했다. 그러나 그때쯤 폴크는 영국 의도를 의심하고 있었고, 타협하지 말라는 정치적 압력을 점점 더 많이 받고 있었다. 그는 협상 재개를 거부했다.

## 전쟁 위기
| 미국                   | 영국                    |
| ---------------------- | ----------------------- |
| 제임스 K. 포크 대통령  | 로버트 필 총리          |
| 제임스 뷰캐넌 국무장관 | 애버딘 백작 외무장관    |
| 루이 맥레인 주영 공사  | 리처드 파켄햄 주미 공사 |

### 의회의 압력

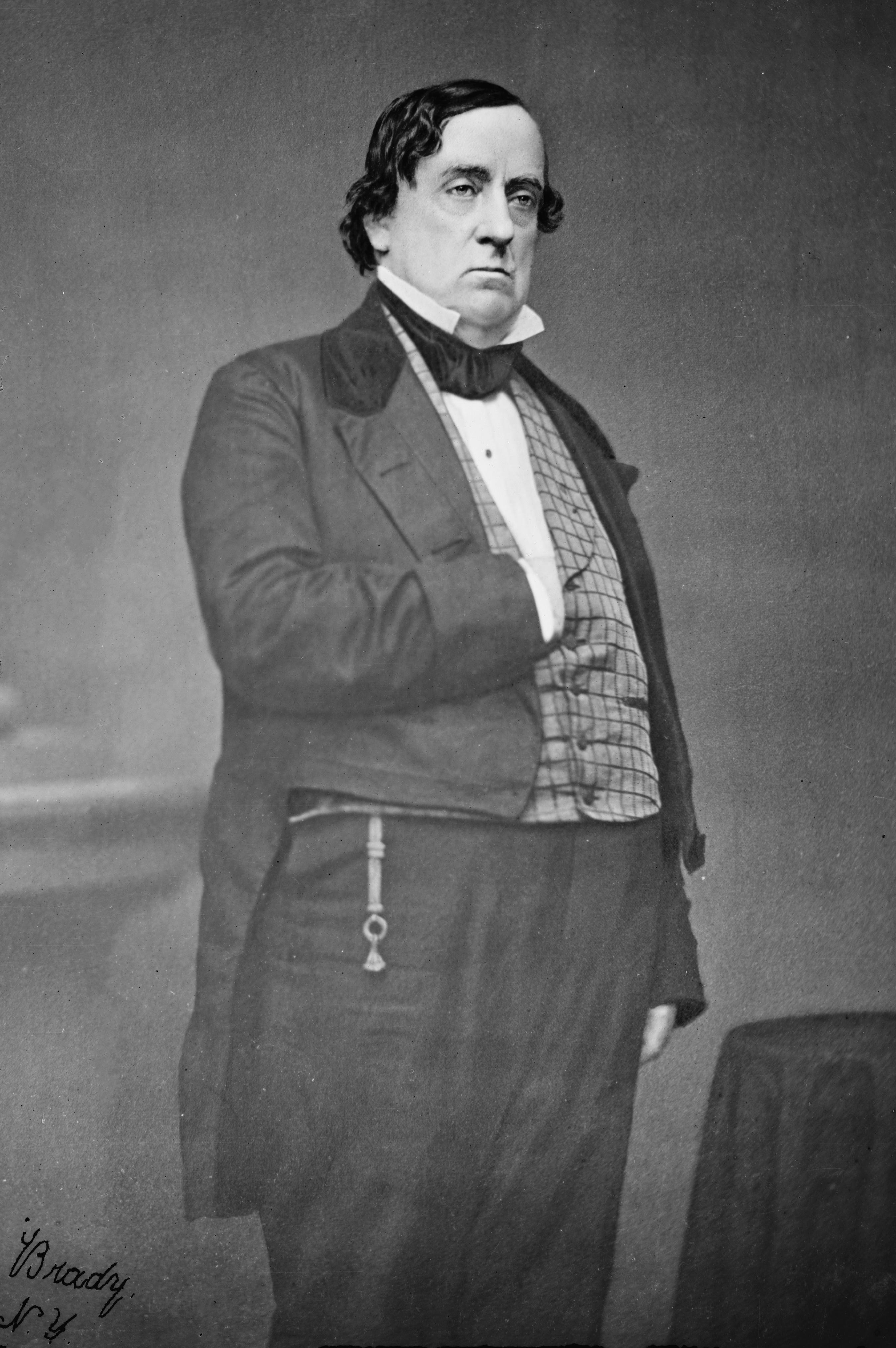
루이스 캐스 상원의원은 54도 40분 주장의 선도적인 옹호자였지만, 그것이 유지 불가능해지자 주장으로부터 물러섰다. 제임스 뷰캐넌처럼 캐스도 대통령 야망을 가지고 있었고 오리건 문제의 양측에 있는 미국인들을 소외시키고 싶어하지 않았다.

1845년 12월 2일 국정연설에서 폴크는 영국에 공동 점령 협정 종료에 대한 필요한 1년 통지를 할 것을 권고했다. 미국 중서부 출신의 의회 내 민주당 팽창주의자들은 미시간주의 루이스 캐스 상원의원, 인디애나주의 에드워드 A. 해니건 상원의원, 오하이오주의 윌리엄 앨런 상원의원이 주도했는데, 이들은 북위 54도 40분까지의 오리건 전체를 수용하는 것보다 영국과의 전쟁을 촉구했다. 이러한 선언들은 영국에 대한 전통적인 불신과 미국이 더 나은 주장을 가지고 있고 그 땅을 더 잘 활용할 것이라는 믿음을 포함한 여러 요인들에 의해 촉발되었다.
논쟁은 당파적 또는 지역적 경계선을 엄격히 따르지 않았으며, 54도 40분 국경을 주장하는 많은 사람들이 폴크의 태평양 북서부 국경 타협 의지에 분노한 북부인들이었다. 남부 노예 소유주들에게 유리하다고 여겨지는 텍사스에 대한 폴크의 비타협적인 추구는 54도 40분 옹호자들을 격분시켰는데, 대통령이 남부인이자 노예 소유주였기 때문이었다. 역사가 데이비드 M. 플레처가 지적했듯이, "54도 40분 아니면 싸워라"는 영국만큼이나 미국의 남부 귀족층을 겨냥한 것처럼 보였다.
웹스터와 같은 온건파는 미국이 대영 제국과의 전쟁에서 승리할 수 없으며, 협상이 여전히 미국의 영토 목표를 달성할 수 있다고 경고했다. 웹스터는 개인 친구인 오싱턴 자작 에블린 데니슨에게 1846년 2월 26일, 태평양 북서부 문제로 양국이 전쟁을 선포하는 것은 "어리석고 엄청난 범죄"가 될 것이라고 털어놓았다.

### 영국의 반응

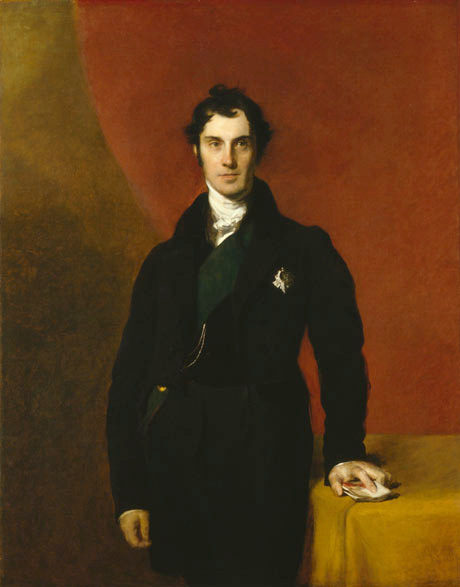
토마스 로렌스의 애버딘 경의 초상, 1830년. 영국 외무장관 애버딘 경은 미국과의 평화로운 관계 유지를 약속했으며, 오리건 문제에서 분쟁 지역을 중요하지 않다고 평가했다.

#### 태평양 해군 병력
1845년과 1846년 미국과의 긴장이 최고조에 달했을 때, 태평양 북서부에는 최소 5척의 영국 해군 함선이 작전 중이었다.
 80문짜리 전열함 HMS Collingwood는 1845년 발파라이소에 총사령관인 조지 시모어 제독 휘하에 배치되었으며, 이 지역 상황에 대한 보고를 명령받았다. HMS America는 그 해에 존 고든 대위(애버딘 외무장관의 동생)의 지휘 아래 북쪽으로 파견되었다. 로데릭 핀레이슨은 방문한 해군 장교들에게 밴쿠버섬을 안내했고, 그곳에서 고든은 북서부 지역에 대한 부정적인 평가를 내렸다. 섬에서 사슴 사냥 중 고든은 핀레이슨에게 "스코틀랜드의 황량한 언덕 하나를 그가 본 모든 것과 바꾸지 않을 것"이라고 말했다. 아메리카호는 10월 1일 후안 데 푸카 해협을 떠났다.
틀:HMS 모데스트는 컬럼비아강에 진입하여 1845년 11월 30일 밴쿠버 요새에 도착했으며, 1847년 5월 4일까지 그곳에 머물렀다. 18문짜리 슬루프인 모데스트호는 윌라멧 밸리의 미국 식민지 개척자들에게 큰 전함의 존재에 위협을 느껴 좋지 않은 시선으로 보였다. 1846년 2월 3일 밴쿠버에서 장교들이 무도회를 조직하고, 나중에 선원들이 사랑의 마을과 가짜 의사를 포함한 연극 공연과 소풍을 주최하면서 관계는 개선되었다.
HMS Fisgard는 1846년 1월 시모어 제독의 지휘 아래 태평양 기지에서 파견된 첫 증원군이었다. 던츠 함장은 "오리건과 북서 해안에 있는 여왕 폐하의 신민들을 보호하고" 미국 정착민들과의 잠재적인 대립을 피해야 했다. 5월 5일, 피스가드호는 빅토리아 요새에 도착했고, 18일에는 니스크윌리 요새로 이동하여 10월까지 그곳에 머물렀다. 다른 영국 선박들이 어려운 해협과 강을 항해하는 것을 돕기 위해 파견된 외륜선 HMS Cormorant는 6월에 후안 데 푸카 해협에 도착했다. 1845년 6월 플리머스에서 두 척의 측량선, HMS Herald와 HMS Pandora가 미주 해안을 측량하기 위해 파견되었다. 이 선박들은 1846년 6월 24일 플래터리 곶에 도착했다. 코모란트호는 3일 후 헤럴드호를 빅토리아 요새로 예인했다. 헤럴드호와 판도라호는 9월 2일까지 퓨젓사운드만과 밴쿠버섬을 몇 달 동안 측량했고, 이후 알타칼리포르니아주로 출항했다. 피스가드호와 코모란트호는 모두 10월에 발파라이소로 떠났다. 모데스트호가 1847년에 이 지역에 있는 유일한 영국 선박이었으므로, 오리건 조약은 "영국 해군의 북서 해안에 대한 관심을 약화시킨 것처럼 보였다."

#### 전쟁 계획
HBC 서부 기지를 광범위하게 여행했기 때문에 펠리 총독은 조지 심슨에게 미국과의 적대 행위가 발생할 경우 영국 정부를 위한 계획을 작성하도록 지시했다. 1845년 3월 29일에 제안을 확정한 심슨은 두 지역을 공세의 시작점으로 삼을 것을 요구했다. 레드 리버 식민지는 당시 미국인들이 가볍게 식민지화한 광대한 지역인 그레이트플레인스로의 습격 작전의 기지가 될 것이었다. 메티스 소총수들과 인근 원주민들(예: 오지브웨이족)로 구성된 민병대가 창설될 것이며, 영국 육군 보병 병력이 주둔할 것이었다. 태평양 북서부와 컬럼비아강을 확보하기 위해 심슨은 케이프 디서포인트먼트가 매우 중요하다고 느꼈다. 2척의 증기선과 2척의 전열함으로 구성된 해군 병력이 영국 왕립 해병대 파견대를 태우고 그곳에 해안 포대를 건설할 것이었다. 심슨은 정규군 장교가 이끄는 2,000명의 메티스와 태평양 북서부 원주민을 이 지역에서 모집하기를 희망했다. 그의 제안은 4월 2일 필 총리와 애버딘 외무장관을 만나면서 영국 정부의 관심을 빠르게 얻었다. 영국 파운드 1,000파운드가 태평양 북서부 방어 작전을 위한 기초 작업을 마련하는 데 할당되었다. 스탠리 경 식민지 전쟁장관은 이 계획을 선호했으며, 허드슨 베이 회사가 수세인트마리 서쪽의 군사 작전에 자금을 조달해야 한다고 선언했다.

## 해결
애버딘은 영국에 경제적 가치가 감소하는 지역 때문에 전쟁을 벌일 의사가 없었다. 게다가 미국은 특히 아일랜드 대기근의 시작으로 미국 밀이 필요했기 때문에 중요한 무역 파트너였다. 애버딘과 파켄햄은 강한 위치에서 협상하고 있었다. 핵심은 영국이 미국에 대해 가할 수 있는 압도적인 해군력과, 궁극적으로 영국 정부의 이익을 강력하게 보호하되 무력 충돌에 의존하지 않는 것을 선호하는 외교적, 정치적 환경이었다. 궁극적으로 영국 정치인과 해군 장교들은 오리건 국경을 둘러싼 어떠한 분쟁도, 아무리 바람직하지 않더라도, 1812년 전쟁처럼 미국 동부 해안과 오대호에서 결정될 것이라는 점을 인식했다. 대서양 연안에 주둔한 영국 해군의 존재는 미국 병력만큼 수적으로 두드러지지 않았지만, 위기 동안 특히 타협 결정에 있어 미국 해군에 대한 전반적인 우위는 결정적이었다. 주영 미국 공사 루이 맥레인은 2월 2일 뷰캐넌에게 영국이 "예비로 보유하고 있는 증기선 및 기타 선박 외에 약 30척의 전열함을 즉시 배치할 준비가 되어 있다"고 보고했다. 폴크의 허풍은 사실로 드러났다.
미국 외교관 에드워드 에버렛은 1845년 12월 28일 휘그당 지도자 존 러셀에게 연락하여 영국이 밴쿠버섬 전체를 유지하도록 하는 미국 제안의 수정을 지지했다. 그는 러셀에게 휘그당 내 영향력이 협상을 저해할 수 있다고 경고했다. "만약 당신이 이 타협안에 반대하는 영국 대중 여론을 결집시키기로 선택한다면, 로버트 필 경과 애버딘 경이 그것에 동의하기는 쉽지 않을 것입니다." 러셀은 여전히 컬럼비아 강을 영국의 이익에 중요하다고 생각했지만, 오리건 문제 해결에 대한 애버딘의 지지를 확인했다. 에버렛이 이 정치적 움직임에 영향력을 행사했지만, 러셀은 프레더릭 머크가 말했듯이, 이 경우 애버딘을 지지하는 것이 "신중한 휘그당 정책"이라고 느꼈다.
폴크는 1845년 12월 의회에 공동 점령 협정 종료를 영국에 통보하는 결의안을 통과시킬 것을 요청했지만, 양원이 이를 준수한 것은 1846년 4월 23일이 되어서야 가능했다. 특히 상원에서는 논쟁이 치열하여 통과가 지연되었다. 윌리엄 S. 아처와 존 M. 베리언과 같은 몇몇 남부 상원의원들은 대영 제국의 군사 능력에 대해 경계심을 가지고 있었다. 궁극적으로 온건한 결의안이 승인되었으며, 그 내용은 양국 정부가 문제를 우호적으로 해결할 것을 촉구했다.
압도적인 표 차이로 온건파가 전쟁 요구를 압도했다. 서부 민주당원들과 달리 대부분의 의원들은 폴크처럼 54도 40분을 위해 싸우고 싶어 하지 않았다. 폴크 행정부는 이후 영국 정부가 분쟁을 해결할 조건을 제시해야 한다는 입장을 밝혔다. 외교 관계가 식어가고 있었음에도 불구하고, 미영 전쟁의 재현은 양국 정부 모두에게 인기가 없었다. 로버트 필 정부가 영국의 곡물법 폐지로 곧 몰락할 것이라는 사실이 잘 알려져 있었기 때문에 시간은 매우 중요했으며, 그렇게 되면 새로운 내각과 다시 협상을 시작해야 할 것이었다. 유럽 대륙의 균형이 훨씬 더 시급한 문제였던 시기에, 주요 무역 파트너와의 값비싼 전쟁은 영국 정부에 인기가 없었다. 애버딘과 맥레인은 신속하게 타협안을 마련하여 미국에 보냈다.

## 오리건 조약

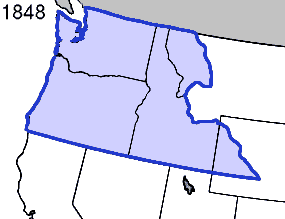
오리건 조약 이후 설정된 오리건 준주를 현재의 주 경계에 겹쳐서 표시한 지도.

파켄햄과 뷰캐넌은 오리건 조약으로 알려진 공식 조약을 작성했고, 이 조약은 1846년 6월 18일 상원에서 41대 14로 비준되었다. 본토 경계는 원래 미국 제안이었던 북위 49도로 설정되었고, 해당 지역에 거주하는 영국 신민들에게 컬럼비아강의 항해권이 부여되었다. 54도 40분 주장의 가장 강경한 옹호자 중 한 명이었던 윌리엄 앨런 상원의원은 폴크에게 배신감을 느껴 미국 상원 외교위원회 위원장직에서 사임했다. 조약 체결로 영국과의 공동 점령이 종료되었고, 북위 49도선 남쪽의 오리건 주민 대부분은 미국 시민이 되었다.
헨리 코마게르는 이 정착으로 이어진 요인들을 "일시적이고 우연하며 상황적인 현상들의 조합으로, 지역 상황과 무관하고, 미국 통제 밖에 있으며, 미국 영향과도 무관한 것"으로 평가했다. 캐나다의 휴 L. 키늘리사이드와 미국의 제럴드 S. 브라운은 조약 체결 1세기 후 다음과 같이 썼다.
기존 조건 하에서 [그것은] 공정하고 공평했다. 어느 나라나 영토에 대한 명확한 법적 권리를 가지고 있지 않았으며, 그 결과는 사실상 동등한 분할이었다. 영국은 더 나은 항구와 광물, 목재, 어류에 대한 더 많은 자원을 얻었다. 미국은 훨씬 더 많은 농경지와 전반적으로 더 좋은 기후를 가진 지역을 얻었다. 게다가 이 결정은 양국 모두에게 합리적인 만족을 얻었기에 미국 국경 문제 해결책 중 거의 유일무이하다. 그 정당성에 대한 더 나은 증거는 거의 요구될 수 없을 것이다.틀:Emphasis in original

오리건 조약의 조건은 본질적으로 타일러 행정부가 이전에 제안했던 것과 동일했으며, 따라서 폴크에게 외교적 승리를 안겨주었다. 그러나 폴크는 오리건 문제 처리 방식에 대해 종종 비판을 받아왔다. 역사가 샘 W. 헤인즈는 폴크의 정책을 "벼랑끝 전술"로 특징지으며 "미국을 불필요하고 잠재적으로 재앙적인 분쟁에 위험할 정도로 가까이 몰고 갔다"고 평했다. 데이비드 M. 플레처는 폴크의 호전적인 입장이 미국의 내부 정치의 부산물이었지만, 전쟁 위기는 "대부분 그 자신의 창작물"이었으며 "더 정교한 외교로 피할 수 있었을 것"이라고 지적했다. 제시 리브스에 따르면, "만약 파머스턴이 폴크의 '강경한' 선언 당시 애버딘의 위치에 있었다면, 폴크는 오리건을 잃었을지도 모른다." 애버딘이 평화와 미국과의 좋은 관계를 원했기 때문에 "폴크가 강경한 정책으로 얻으려 했던 합의가 이루어졌다. 애버딘이 폴크에게 '속았다'는 것은 터무니없는 이야기이다."
조약은 본토 경계를 북위 49도로 설정하고 밴쿠버섬을 영국 영토로 유지했지만, 수역을 통과하는 경계선에 대해서는 모호하게 표현되었다. 조약은 해양 경계가 후안 데 푸카 해협까지 "가장 깊은 수로"를 따라야 한다고 규정했으며, 이로 인해 샌환 제도의 운명이 불확실해졌다. "돼지 전쟁" 이후, 독일 제국의 빌헬름 1세의 중재는 1871년 워싱턴 조약으로 이어졌고, 이 조약은 모든 섬을 미국에 할당했다.
어퍼캐나다의 정치인과 대중은 이미 오리건 조약에 분노했고, 영국이 자신들의 이익을 돌보지 않았다는 점에 다시 한번 분개하여 국제 문제에서 더 큰 자율성을 추구했다.

## 역사 지도
영국령과 미국령 영토 사이의 경계는 당시 지도에서 다르게 표시되었다.
- 1826년 허스킷슨과 애딩턴의 제안
- 1841년 미국 지도, 심슨 요새 근처의 54도 40분 선을 경계로 표시
- 1844년 영국 지도, 컬럼비아강을 경계로 표시
- 1846년 지도, 밴쿠버섬을 통과하는 북위 49도선을 경계로 표시

## 같이 보기
- 제임스 K. 포크의 대통령 임기
- 미국-영국 관계
- 태평양 북서부 포털

## 일반 및 인용 참고 문헌

### 주요 자료
- Adams, John Quincy (1875),  Adams, Charles F., 편집., 《Memoirs of John Quincy Adams》 5, Philadelphia: J.B. Lippincott and Co.
- Benton, Thomas H. (1854), 《Thirty years' view》 1, New York: D. Appleton and Co.
- Canning, George (1887),  Stapleton, Edward J., 편집., 《Some Official Correspondence of George Canning》 II, London: Longmans, Green and Co.
- Owens, Kenneth N., 편집. (1985), 《The Wreck of the Sv. Nikolai》, 번역 Donnelly, Alton S., Portland, OR: The Press of the Oregon Historical Society
- 《The Edinburgh Review or Critical Journal: For July, 1843.... October, 1843》 78, Edinburgh: Ballantyne and Hughes, 1843
- Finlayson, Roderick (1891), 《Biography of Roderick Finlayson》, Victoria, B.C., ISBN 9780665149818
- Government Printing Office (1872), 《Papers relating to the Treaty of Washington》 V, Washington D.C.: Government Printing Office, ISBN 9780665158452
- Langsdorff, Grigory (1927), 《Langsdorff's Narrative of the Rezanov voyage to Nueva California in 1806》, 번역 Russell, Thomas C, San Francisco, CA: The Private Press of Thomas C. Russell
- McLoughlin, John (1944),  Rich, E.E., 편집., 《The Letters of John McLoughlin from Fort Vancouver to the Governor and Committee, Third Series, 1844–1846》, London
- Merk, Frederick (1968), 《Fur Trade and Empire; George Simpson's Journal 1824–25》, Cambridge, MA: Belknap
- Miller, Hunter, 편집. (1937), 《Treaties and Other International Acts of the United States of America》, Treaties, etc 5, Washington, D.C.: Government Printing Office
- Polk, James K. (2014), “Inaugural Address of James Knox Polk”, 《The Avalon Project》 (Yale Law School), 20 March 2015에 원본 문서에서 보존된 문서, 18 November 2014에 확인함
- Polk, James K. (1910),  Quaife, Milo M., 편집., 《The Diary of James K. Polk during his Presidency, 1845 to 1849》 1, Chicago: A. C. McClurg & Co., ISBN 9780527717001
- Seemann, Berthold (1853), 《Narrative of the Voyage of the H.M.S. Herald during the years 1845–51》, London: Reeve & Co.

### 보조 자료
- Chittenden, Hiram M. (1902), 《The American Fur Trade in the Far West》 1, New York City: Francis P. Harper
- Sir James Douglas, Chapter V The Oregon Boundary, Robert Hamilton Coats and R. Edward Gosnell, publ. Morang, Toronto, 1908
- Commager, Henry (1927), “England and Oregon Treaty of 1846”, 《Oregon Historical Quarterly》 (Oregon Historical Society) 28 (1): 18–38
- Elliott, T. C. (1911), “David Thompson, Pathfinder and the Columbia River”, 《The Quarterly of the Oregon Historical Society》 12 (3): 195–205, JSTOR 20609875
- Galbraith, John S. (1957), 《The Hudson's Bay Company as an Imperial Factor, 1821–1869》, Toronto: University of Toronto Press
- Gough, Barry M. (1971), 《The Royal Navy and the Northwest Coast of North America, 1810–1914》, Vancouver, B.C.: University of British Columbia Press
- Graebner, Norman A. (1955), 《Empire on the Pacific; a study in American continental expansion》, New York: New York Ronald Press Co.
- Haynes, Sam W. (1997), 《James K. Polk and the Expansionist Impulse》, Arlington: University of Texas
- Horsman, Reginald (1981), 《Race and Manifest Destiny: The Origins of American Racial Anglo-Saxonism》, Cambridge, MA: Harvard University Press
- Keenleyside, 휴 L. 키늘리사이드; Brown, Gerald S. (1952), 《Canada and the United States: Some Aspects of Their Historical Relations》 2판, Alfred A. Knopf, OL 13524947M
- Longstaff, F. V.; Lamb, W. K. (1945a), “The Royal Navy on the Northwest Coast, 1813–1850. Part 1.” (PDF), 《The British Columbia Historical Quarterly》 9 (1): 1–24
- Longstaff, F. V.; Lamb, W. K. (1945b), “The Royal Navy on the Northwest Coast, 1813–1850. Part 2.” (PDF), 《The British Columbia Historical Quarterly》 9 (2): 113–128
- Mackie, Richard Somerset (1997), 《Trading Beyond the Mountains: The British Fur Trade on the Pacific 1793–1843》, Vancouver [B.C.]: UBC Press, ISBN 978-0-7748-0559-9, OCLC 180704193
- Merk, Frederick (1932), “British Party Politics and the Oregon Treaty”, 《The American Historical Review》 37 (4): 653–677, doi:10.2307/1843332, JSTOR 1843332
- Merk, Frederick (1950), “The Ghost River Caledonia in the Oregon Negotiation of 1818”, 《The American Historical Review》 50 (3): 530–551, doi:10.2307/1843497, JSTOR 1843497
- Marshall, William I. (1911), 《Acquisition of Oregon and the Long Suppressed Evidence about Marcus Whitman》 1, Seattle: Lowman & Hanford Co.
- Meany, Edmond S. (1914), “Three Diplomats Prominent in the Oregon Question”, 《The Washington Historical Quarterly》 (University of Washington) 5 (3): 207–214, JSTOR 40474377
- Miles, E.A. (1957), “'Fifty-Four Forty or Fight' – An American Political Legend”, 《Mississippi Valley Historical Review》 44 (2): 291–309, doi:10.2307/1887191, JSTOR 1887191
- Rakestraw, Donald A.  For Honor or Destiny: The Anglo-American Crisis over the Oregon Territory (Peter Lang Publishing, 1995)
- Pletcher, David M. (1973), 《The Diplomacy of Annexation: Texas, Oregon, and the Mexican War》, Columbia, MO: University of Missouri Press
- Reeves, Jesse S. (1907), 《American Diplomacy under Tyler and Polk》, Baltimore: The Johns Hopkins Press, ISBN 9780722288580
- Rosenboom, Eugene H. (1970), 《A History of Presidential Elections: From George Washington to Richard M. Nixon》 3판, New York: Macmillan
- A history of British Columbia, Chapter IX "The Oregon Boundary", pp. 89–96, E.O.S. Scholefield, British Columbia Historical Association, Vancouver, British Columbia, 1913
- Shewmaker, Kenneth E. (1982), “Daniel Webster and the Oregon Question”, 《Pacific Historical Review》 51 (2): 195–201, doi:10.2307/3638529, JSTOR 3638529
- Shippee, Lester B. (1918), “The Federal Relations of Oregon”, 《The Quarterly of the Oregon Historical Society》 (Oregon Historical Society) 19 (2): 89–133, JSTOR 20610098
- Sperber, Hans (1957), “"Fifty-four Forty or Fight": Facts and Fictions”, 《American Speech》 32 (1): 5–11, doi:10.2307/454081, JSTOR 454081
- Walker, Dale L. (1999), 《Bear Flag Rising: The Conquest of California, 1846》, New York: Macmillan, ISBN 0312866852
- Wilson, Joseph R. (1900), “The Oregon Question. II”, 《The Quarterly of the Oregon Historical Society》 (Oregon Historical Society) 1 (3): 213–252, JSTOR 20609465
- Wiltse, Charles M. (1973), “Daniel Webster and the British Experience”, 《Proceedings of the Massachusetts Historical Society》 85: 58–77

### 당 강령 및 연설
- 폴크의 1845년 3월 취임사, "명확하고 논쟁의 여지가 없는" 주장 재확인
- 폴크의 1845년 12월 의회 메시지, 오리건 공동 점령 종료 요구

### 정치 만화
하퍼스 위클리, 1846년:
- "폴크의 꿈", 악마가 앤드루 잭슨으로 변장하여 폴크에게 54도 40분 선을 위해 싸우라고 조언
- "현재 대통령의 위치", 민주당의 "당나귀"가 54도 40분 선에 서 있다
- "오리건 문제에 대한 최후 통첩", 폴크가 빅토리아 여왕과 대화하고 다른 사람들이 논평
- "전쟁인가! 아니면 전쟁 아닌가!", 두 아일랜드 이민자가 경계선 문제로 대립

### 기타
- 54-40 아니면 싸워라는 이 슬로건에서 이름을 딴 퀼트 블록을 보여준다. 이 시기에 여성들은 종종 퀼트를 사용하여 정치적 견해를 표현했다.